# オスプリーズ
オスプリーズ（英: Ospreys）は、ウェールズ・スウォンジーに本拠地を置くラグビーユニオンクラブである。スタジアムはリバティ・スタジアム。

## 歴史
2003年に創設し、ケルティックリーグ（現・ユナイテッド・ラグビー・チャンピオンシップ）に参加。
2004シーズンには初優勝を果たした。
2020年、香港ファンドのY11スポーツ&メディアに買収された。

## タイトル
- プロ14(ケルティックリーグ)…2004、2006、2009、2011
- アングロ・ウェルシュカップ…2007

## スコッド
2024-25シーズンのスコッド（2024年8月現在）
| フッカー - デヴィ・レイク - エイサン・ルイス - ルイス・ロイド(Lewis Lloyd) - サム・パリー プロップ - トム・ボタ - リーズ・ヘンリー - トマス・フランシス - キャメロン・ジョーンズ(Cameron Jones) - ガリン・フィリップス - ギャレス・トーマス - ステファン・トーマス - ベン・ウォーレン(Ben Warren) ロック - アダム・ビアード - ブラッドリー・デーヴィス - ジェームズ・フェンダー - ウィリアム・グレートバンクス(William Greatbanks) - ルイス・ジョーンズ(Lewis Jones) - ヒュー・スットン | フランカー/No.8 - トリスタン・デーヴィス(Tristan Davies) - ハリー・ディーブス - ウィル・グリフィス - ジャック・モーガン - モーガン・モーリス - モーガン・モーズ - ジェームズ・ラッティ - ジャスティン・ティプリック スクラムハーフ - ルーク・デーヴィス - キーラン・ハーディ - ルーベン・モーガン＝ウィリアムズ フライハーフ - ダン・エドワーズ - ルーク・スカリー - ジャック・ウォルシュ - オーウェン・ウィリアムズ | センター - フィル・コカナシガ - トム・フローレンス(Tom Florence) - オーウェン・ワトキン - ケイラン・ウィリアムズ - ジョー・ホーキンス - オシアン・クノット(Osian Knott) - ティアン・トーマス＝ウィーラー ウイング - キーラン・ジャイルズ - ハッリ・ホーストン(Harri Houston) - ダニエル・カセンデ - ルーク・モーガン フルバック - イエスティン・ホプキンス - マックス・ナージ |
| | | |
| はキャプテン。 | | |

## 歴代所属選手
- フィロ・ティアティア(Filo Tiatia)…ニュージーランド代表2キャップ。元サンウルブズヘッドコーチ。
- シェーン・ウィリアムス(Shane Williams)…ウェールズ代表87キャップ、1999・2003・2007W杯3大会出場。
- トミー・ボウ (Tommy Bowe)…アイルランド代表69キャップ、ライオンズ5キャップ(2009・2013) 2011・2015ワールドカップ出場。
- タイラー・アードロン(Tyler Ardron)…カナダ代表37キャップ、現在はチーフスに所属。
- アーロン・ジャービス(Aaron Jarvis)…ウェールズ代表18キャップ、現在はドラゴンズに所属。
- ティト・テバルディ(Tito Tebaldi)…イタリア代表36キャップ、現在はベネットン・ラグビーに所属。
- テヴィタ・ザヴンバティ(Tevita Cavubati)…フィジー代表30キャップ、現在はハーレクインズに所属。
- ポール・ジェームズ(Paul James)…ウェールズ代表66キャップ、2011・2015W杯2大会出場。
- マシュー・モーガン(Matthew Morgan)…ウェールズ代表5キャップ、現在はカーディフ・ブルーズに所属。
- ジョシュ・マタビシ(Josh Matavesi)…フィジー代表24キャップ、現在はバース・ラグビーに所属。
- マイク・フィリップス(Mike Phillips)…ウェールズ代表94キャップ、2007・2011・2015W杯3大会出場。
- サム・アンダーヒル(Sam Underhill)…イングランド代表18キャップ、現在はバースに所属。
- ダン・ビガー(Dan Biggar)…ウェールズ代表82キャップ、現在はノーサンプトン・セインツに所属。
- ジョーダン・レイ(Jordan Lay)…サモア代表20キャップ、現在はブリストル・ベアーズに所属。
- フィル・マック(Phil Mack)…カナダ代表59キャップ、2015・2019W杯2大会出場。
- ジェフ・ハスラー(Jeff Hassler)…カナダ代表27キャップ、現在はオースティン・ギルグロニスに所属。
- ギオルギ・ネムサゼ(Giorgi Nemsadze)…ジョージア代表95キャップ、現在はRCアイア・クタイシに所属。
- エリ・ウォーカー(Eli Walker)…ウェールズ代表1キャップ、2015W杯ウェールズ代表選出。
- サム・デービス(Sam Davies)…ウェールズ代表8キャップ、現在はドラゴンズに所属。
- アレッド・デーヴィス(Aled Davies)…ウェールズ代表20キャップ、現在はサラセンズに所属。
- ジェームズ・フック(James Hook)…ウェールズ代表81キャップ、2007・2011・2015W杯3大会出場。
- レスリー・クリム(Lesley Klim)…ナミビア代表26キャップ、現在はジャージー・レッズに所属。
- ジョーダン・レイ(Jordan Lay)…サモア代表20キャップ、現在はオークランドに所属。
- ジェームズ・キング(James King)…ウェールズ代表11キャップ、2015W杯出場。
- コリー・アレン(Cory Allen)…ウェールズ代表6キャップ、現在はドラゴンズに出場。
- スコット・ウィリアムズ(Scott Williams)…ウェールズ代表58キャップ、現在はスカーレッツに所属。
- マアフ・フィア(Maʻafu Fia)…トンガ代表11キャップ、現在はUSAペルピニャンに所属。
- ロドリー・ジョーンズ(Rhodri Jones)…ウェールズ代表20キャップ、現在はドラゴンズに所属。
- スコット・ボールドウィン(Scott Baldwin)…ウェールズ代表37キャップ、2015年W杯出場。
- ニッキー・スミス(Nicky Smith)…ウェールズ代表46キャップ、現在はレスター・タイガースに所属。
- アラン・ウィン・ジョーンズ(Alun Wyn Jones)…ウェールズ代表158キャップ、2007・2011・2015・2019年W杯4大会連続出場。
- ダン・リディエイト(Dan Lydiate)…ウェールズ代表64キャップ、現在はドラゴンズに所属。
- リース・ウェッブ(Rhys Webb)…ウェールズ代表40キャップ、現在はビアリッツ・オランピックに所属。
- ガレス・アンスコム(Gareth Anscombe)…ウェールズ代表37キャップ、現在はグロスターに所属。
- ジョージ・ノース(George North)…ウェールズ代表121キャップ、現在はプロヴァンスに所属。